# Maureen van Hamel
Maureen van Hamel (Den Haag, 30 juni 1988) is een Nederlands hockeykeepster, die uitkwam voor alle Nederlandse jeugdelftallen, Jong Oranje en het Nederlands Zaalhockeyteam.

## Hockeycarrière
Van Hamel begon met spelen op zesjarige leeftijd bij HDM. Na het doorlopen van de mini's en jeugdteams, maakte zij op elfjarige leeftijd de overstap naar het Wassenaarse HGC. Alhier werd het keeperstalent van de toenmalige middenveldster ontdekt.
Op twaalfjarige leeftijd werd zij geselecteerd voor het Zuid-Hollands B. Vanuit de provinciale selectie werd zij op dertienjarige leeftijd geselecteerd voor het Nederlands B, waar ze drie jaar voor speelde. Als veertienjarige maakte Van Hamel haar debuut in de hoofdmacht van HGC op de Europa Cup 1 Zaal. Vervolgens werd ze op haar zestiende doorgeschoven naar Nederlands A, geselecteerd voor het Nederlands Zaalhockeyteam en maakte zij haar debuut als keepster in de Hoofdklasse. Alhoewel het talent nog één jaar in Nederlands A mocht spelen, werd zij op grond van haar goede prestaties vervroegd doorgeschoven naar Jong Oranje. In Jong Oranje speelde zij drie jaar.

## Palmares
Met Jong Oranje behaalde Van Hamel op 23 september 2005 brons het WK U21 te Santiago (Chili). Met Oranje won zij op 22 januari 2006 te Eindhoven zilver op het EK zaalhockey. Eerder won Van Hamel meerdere Europese titels met Nederlands A en B. Ook werd zij eenmaal uitgeroepen tot beste keepster op de 4 Nations Cup te Alcala la Real (Spanje).

## Clubhistorie
Van Hamel kwam achtereenvolgens uit voor HDM, HGC en HC Klein Zwitserland en Groen Geel.
| Seizoen   | Club                 | Land      | Competitie      |
| --------- | -------------------- | --------- | --------------- |
| 1994/1999 | HDM                  | Nederland | Jeugd           |
| 1999/2004 | HGC                  | Nederland | Jeugd           |
| 2004/2005 | HGC                  | Nederland | Hoofdklasse     |
| 2005/2007 | HC Klein Zwitserland | Nederland | Hoofdklasse     |
| 2007/2009 | Groen Geel           | Nederland | Overgangsklasse |

## Einde hockeycarrière
Op 20-jarige leeftijd heeft Van Hamel haar hockeycarrière beëindigd, om zich te kunnen focussen op haar maatschappelijke carrière.